# Тетралогија
Тетралогија је уметничко дело створено у четири дела или четири уметничка дела која је стваралац повезао у једну целину. Назив потиче од грчке речи тетра (τετρα) у значењу четири и логија (λογία) у значењу знање или дискурс. Понекад се користи и синоним квадриологија или квартет. Прве тетралогије настале су у атичком позоришту Старе Грчке, где су трагичари на фестивалу у част Диониса изводили три трагедије и једну сатирску игру. У почетку је у тетралогији обрађена тема из само једног мита тако да су трагедије биле садржински повезане. Касније је та веза ослабила и сваки део је постао засебна целина. 

## Познате тетралогије

### Књижевност
- Есхил - Орестија (три трагедије: Агамемнон, Хоефоре (Покајнице) Еумениде, и сатирска игра Протеј)
- Вилијам Шекспир - Прва историјска тетралогија (Хенри VI први део, Хенри VI други део, Хенри VI трећи део, Ричард III)
- Вилијам Шекспир - Друга историјска тетралогија (Ричард II, Хенри IV први део, Хенри IV други део, Хенри V)
- Пјер Корнеј - Класична тетралогија (Сид, Сина, Полиеукта и Хорације)
- Емил Зола - Четири јеванђеља (Плодност, Рад, Истина, Правда)
- Марк Алданов - Мислилац (Девети термидор, Ђавољи мост, Завера, Света Јелена)
- Форд Медокс Форд - Крај параде
- Томас Ман - Јосиф и његова браћа
- Лоренс Дарел - Александријски квартет (Јустина, Балтазар, Маунтолив, Клеа)
- Добрица Ћосић - Време смрти
- Јукио Мишима - Море плодности (Пролећни снег, Помамни коњ, Храм свитања, Пад анђела'')

### Музика
- Рихард Вагнер - Прстен Нибелунга (Рајнско злато, Валкира, Зигфрид Сумрак богова’')

### Филм
- Бари Левинсон - Балтимор (Ресторан, Лимени људи, Авалон, Либерти Хајтс)